# Файлы FinCEN
Файлы FinCEN (англ. FinCEN Files) — документы, утекшие из Бюро финансовых расследований (FinCEN, англ. Financial Crimes Enforcement Network) в 2019 году, отправленные в Международный консорциум журналистов-расследователей (ICIJ) изданием BuzzFeed News и опубликованные 20 сентября 2020 года. Эти доклады описывают более 200 000 подозрительных транзакций на сумму 2 трлн долларов за период с 1999 по 2017 год в нескольких глобальных финансовых учреждениях. Документы указывают, что хотя и банки, и федеральное правительство США обладают органами финансового мониторинга, они мало что сделали для прекращения преступной деятельности, такой как, например, отмывание денег. Эта информация касается финансовых учреждений более 170 стран, которые сыграли роль в отмывании денег и других мошенничеств. Журналисты во всем мире критиковали как банки, так и правительство США, BBC заявило, что инцидент демонстрирует как «крупнейшие банки мира позволили преступникам перемещать грязные деньги по всему миру», а BuzzFeed News утверждает, что утекшие файлы «предлагают беспрецедентный взгляд на глобальную финансовую коррупцию, на банки, которые её поддерживают, и государственные органы, которые наблюдают за её расцветом».

## Журналистское расследование
BuzzFeed News получили 2657 документов (из них 2121 доклад о подозрительной деятельности) в 2019 году и поделились ими с Международным консорциумом журналистов-расследователей (ICIJ). 400 журналистов из 88 стран взялись за расследование, которое завершилось публикациями 20 сентября 2020 года. BuzzFeed News и консорциум журналистов сообщили, что файлы содержат информацию о более 200 000 транзакций с 1999 по 2017 год на сумму 2 трлн долларов. Кроме того, в консорциуме отметили, что результаты могут не быть репрезентативными, поскольку полученные файлы составляют менее 0,02 % от более чем 12 млн докладов, поданных финансовыми учреждениями в Бюро финансовых расследований за это время. Издание отметило, что некоторые записи были собраны в рамках расследования Конгрессом США российского вмешательства в президентские выборы 2016 года; другие были собраны по запросам в Бюро финансовых расследований от правоохранительных органов. По мнению The Miami Herald: «это наиболее подробные документы Министерства финансов, которые когда-либо были слиты.»

## Результаты расследования
BuzzFeed News назвали JPMorgan Chase, HSBC, Standard Chartered, Deutsche Bank и Bank of New York Mellon втянутыми в отмывании денег. Они также подвергли критике американское правительство за то, что оно не заставило банки прекратить эту деятельность. BuzzFeed и ICIJ также сообщили, что American Express, Bank of America, Bank of China, Barclays, China Investment Corporation, Citibank, Commerzbank, Danske Bank, First Republic Bank, Société Générale, VEB.RF и Wells Fargo подавали SARs. Консорциум журналистов отметил, что 62 % опубликованных документов касались Deutsche Bank, причем не менее 20 % из них содержали адреса на Виргинских островах.
Среди заметных лиц, упоминаемых в утечке, бывший руководитель кампании Дональда Трампа и Виктора Януковича Пол Манафорт, ирано-турецкий торговец золотом Реза Зарраб, беглый бизнесмен Джо Лоу и вероятный глава российской организованной преступности Семён Могилевич.
Остальная информация о национальных связях с файлами бюро содержит доклады CBC Канады об освещении HSBC и Австралийского радио и телевидения.

### Великобритания
Чаще всего упоминаются британские компании — более 3000.

### Германия
Deutsche Bank работал со средствами, которые связаны с организованной преступностью, террористами и наркоторговцами.

### Россия
Аркадий Ротенберг, соратник Путина, использовал лондонский банк Barclays для перевода средств. Таким образом он обходил западные санкции.

### Арабские Эмираты
Центральный банк Объединённых Арабских Эмиратов не отреагировал на предупреждение и не принял меры по одной местной компании, которая помогала Ирану уклоняться от санкций.

### Украина
В отчетах фигурируют украинские предприниматели и политики: Ринат Ахметов, Петр Порошенко, Юрий Иванющенко, Игорь Коломойский, Дмитрий Фирташ и Андрей Клюев.

## Реакция
BuzzFeed News обратилась к вышеупомянутым банкам о предоставлении ответа на обвинения. American Express и Bank of China не ответили; Bank of America и First Republic Bank от комментариев отказались. Когда всемирная группа журналистов готовила свой репортаж, 16 сентября 2020 Бюро объявило, что пересмотрит свои программы по борьбе с отмыванием денег.
Deutsche Bank прокомментировал расследование, объяснив, что операции, упомянутые в утечке файлов FinCEN, осуществлялись до 2016 года, и признал тогдашние недостатки в своей системе контроля: «…мы учились на своих ошибках, систематически решали проблемы и вносили изменения в наш бизнес-периметр, наши органы управления и наш персонал». Банк инвестировал US$ 1 млрд на улучшение контроля, тренинги и оперативные процессы, увеличил команду по борьбе с финансовыми преступлениями более чем 1500 человек и заявил, что «сейчас банк уже совсем другой». В дополнительном заявлении банк повторил свое обязательство обеспечивать недопущение мошенничества. Относительно информации, на которую ссылается ICIJ, в банке отметили, что информация, определяется и передается правительствам в соответствии с законом — это лишь сообщение о возможных нарушениях, а не доказанные факты.
Standard Chartered ответил на обвинения, утверждая, что «мы чрезвычайно серьёзно относимся к своей ответственности в борьбе с финансовой преступностью». Они заявляют, что выполняют свои обязательства перед правоохранительными органами, и что «ответственность банков заключается в создании эффективных систем контроля и мониторинга, и мы тесно сотрудничаем с регуляторами и правоохранительными органами для привлечения виновных лиц к ответственности».
Бюро финансовых расследований осудило утечку, заявив, что это может повлиять на национальную безопасность США, скомпрометировать расследование и поставить под угрозу безопасность учреждений и лиц, подающих доклады в бюро.
Сенаторы Элизабет Уоррен и Берни Сандерс призвали к реформам. Сенатор Уоррен настаивала на наказании и призвала принять её законопроект «Об очень длительном тюремном заключении». Берни Сандерс заявил, что практика отмывания является «лишь частью привычной деловой практики на Уолл-стрит» и «бизнес-модель Уолл-стрит — это мошенничество».
21 сентября 2020 в результате утечки документов акции банков на биржах обвалились. Акции HSBC упали до уровня 20-летней давности.